# Saša Božičič
Saša Božičič (Capodistria, 8 marzo 1983) è un ex calciatore sloveno, di ruolo centrocampista.

## Caratteristiche tecniche
Gioca prevalentemente sulla fascia sinistra.

## Carriera

### Club
Nel 2000 ha giocato nelle giovanili del Perugia, società all'epoca militante in Serie A; nell'agosto del 2000 viene ceduto agli sloveni del Koper, squadra della sua città natale, con la quale dopo un anno trascorso nelle giovanili nella stagione 2001-2002 esordisce nella massima serie slovena; gioca in questo campionato anche nella stagione 2002-2003 (nella quale gioca anche la Coppa Intertoto) e nella stagione 2003-2004, nella quale realizza 2 reti in 29 presenze, contribuendo alla qualificazione alla Coppa UEFA del Koper. Nell'estate del 2004 viene ceduto al Maribor, con cui nella stagione 2004-2005 disputa altre 19 partite nel campionato sloveno; viene riconfermato in squadra anche per la stagione 2005-2006, nella quale gioca 15 partite in campionato; nel gennaio del 2006 passa al Primorje, con cui conclude la stagione giocando altri 15 incontri.
Nell'estate del 2006 torna dopo due anni al Koper, con cui nella stagione 2006-2007 segna 3 reti in 29 presenze nella massima serie slovena e vince la Coppa di Slovenia. Grazie alla vittoria della Coppa, nella stagione 2007-2008 la sua squadra partecipa alla Coppa UEFA: Bozicic in questa competizione disputa 2 incontri nei turni preliminari, giocando poi anche 33 partite (e segnandovi 2 gol) in campionato, competizione in cui il Koper arriva secondo in classifica, qualificandosi quindi per il secondo anno consecutivo alla Coppa UEFA. Anche in questa seconda partecipazione alla UEFA Bozicic gioca 2 partite nei turni preliminari; nel medesimo anno gioca anche 4 partite (segnando 2 gol) in Coppa di Slovenia e 28 partite in campionato, competizione in cui segna 4 gol. Nella stagione 2009-2010 vince per la prima volta in carriera il campionato sloveno, contribuendo al successo del suo club (il primo nella sua storia) con 26 presenze e 4 reti. La stagione 2010-2011 inizia con la vittoria della Supercoppa di Slovenia e con la prima storica partecipazione del Koper ai turni preliminari di Champions League, nei quali Bozicic gioca una partita. Nel corso dell'anno disputa poi anche una partita in Coppa di Slovenia e 3 partite in campionato, venendo ceduto nel gennaio del 2011 al Primorje, cui fa quindi ritorno dopo 5 anni dalla sua prima esperienza col club; anche in questa seconda occasione la sua permanenza nelle file dei rossoneri dura sei mesi, nei quali segna un gol in 15 partite in campionato. Nella stagione 2011-2012 milita nel Krka, in seconda divisione; gioca in questa stessa categoria anche nella stagione 2012-2013, nel Bonifika.
Nel 2013 torna dopo 13 anni a giocare in Italia: in particolare, viene tesserato dai triestini del Vesna, con cui gioca in Promozione, vincendo il campionato ed ottenendo quindi la promozione in Eccellenza. Viene riconfermato anche per la stagione 2014-2015, nella quale Bozicic segna 8 gol ed il Vesna ottiene un terzo posto in classifica; nella stagione 2015-2016 Bozicic segna invece 11 gol in campionato ed un gol nella Coppa Italia Dilettanti Friuli-Venezia Giulia (nella quale gioca anche da titolare la vittoriosa finale), che la sua squadra si aggiudica, qualificandosi quindi anche per la Coppa Italia Dilettanti, competizione in cui il giocatore sloveno segna un'ulteriore rete (nell'1-1 contro la Virtus Bolzano nella seconda partita della fase a gironi), grazie alla quale la sua squadra si qualifica ai quarti di finale contro l'Unione Sanremo, futura vincitrice della competizione. Viene riconfermato anche per la stagione 2016-2017. Nel luglio 2018 passa al A.S.D. Sistiana Sesljan.

### Nazionale
Ha segnato 2 gol in 8 presenze con la nazionale Under-21.

## Palmarès

### Club

#### Competizioni nazionali
- Coppa di Slovenia: 1

Koper: 2006-2007
- Campionato sloveno: 1

Koper: 2009-2010
- Supercoppa di Slovenia: 1

Koper: 2010

#### Competizioni regionali
- Promozione: 1

Vesna: 2013-2014
- Coppa Italia Dilettanti Friuli-Venezia Giulia: 1

Vesna: 2015-2016